# Heusden Koers 1963
De 15e editie van de Belgische wielerwedstrijd Heusden Koers werd verreden op 13 augustus 1963. De start en finish vonden plaats in Heusden. De winnaar was Gustaaf De Smet, gevolgd door Arthur Decabooter en Michel Van Aerde.

## Uitslag
| Heusden Koers 1963 |                   |                     |       |
| Plaats             | Naam              | Ploeg               | Tijd  |
| Winnaar            | Gustaaf De Smet   | Wiel's-Groene Leeuw | 3u46' |
| 2                  | Arthur Decabooter |                     |       |
| 3                  | Michel Van Aerde  | Solo-Terrot         |       |

1929 · 1930-1935 · 1936 · 1937 · 1938 · 1939 · 1952 · 1953 · 1954 · 1955 · 1956 · 1957 · 1958 · 1959 · 1960 · 1961 · 1962 · 1963 · 1964 · 1965 · 1966 · 1967 · 1968 · 1969 · 1970 · 1971 · 1972 · 1973 · 1974 · 1975 · 1976 · 1977 · 1978 · 1979 · 1980 · 1981 · 1982 · 1983 · 1984 · 1985 · 1986 · 1987 · 1988 · 1989 · 1990 · 1991 · 1992 · 1993 · 1994 · 1995 · 1996 · 1997 · 1998 · 1999 · 2000 · 2001 · 2002 · 2003 · 2004 · 2005 · 2006 · 2007 · 2008 · 2009 · 2010 · 2011 · 2012 · 2013 · 2014 · 2015 · 2016 · 2017 · 2018 · 2019 · 2020 · 2021 · 2022 · 2023